# Іст-Кілбрайд
І́ст-Кілбра́йд (англ. East Kilbride, шотл. гел. Cille Bhrìghde an Ear) — місто в центрі Шотландії, в області Південний Ланаркшир.
Населення міста становить 73 320 осіб (2006).

## Персоналії
- Джон Ганна (* 1962) — шотландський актор.